# 1998年亚洲运动会
第十三届亚洲运动会于1998年12月6日至20日在泰国曼谷举行，会期为15天。大会以“Friendship beyond the Frontiers”作为口号。曼谷是自1966年、1970年、1978年後，第四次主辦亞運會。阿富汗、伊拉克、沙特阿拉伯因各種事故未參加本屆運動會。
本屆亞運會共有41個國家和地區的6,554名運動員參與36個比賽項目的競爭。
日本短跑名將伊東浩司在本屆亞運會上獨得三枚金牌，當選「最佳運動員」。

## 申办过程
台北、雅加达、曼谷于1989年向亚奥理事会提出申办本届亚运会。1990年9月27日在北京举行的亚奥理事会第九次代表大会上，投票决定曼谷举办本届亚运会。

## 會徽
第13届亞運會會徽主體為泰國尖頂佛塔，設計和第9屆亞運會異曲同工，都是形成一個「A」字，並襯托著太陽標誌，代表亞洲人民親如一家。

## 吉祥物
本屆亞運會的吉祥物是一隻名叫「猜裕」的大象。「猜裕」是泰國人表示快樂、幸福和慶祝勝利時最常用的語氣詞。大象身著黄色短衫、紅色短褲，胸前印有本屆亞運會「A」字样。「A」既代表「Asian（亞洲）」和「Athlete（運動員）」，又很像泰國傳統建築的屋頂。

## 參賽國家及地區
| - 不丹 - 巴林 - 柬埔寨 - 中國 - 中國香港 - 印度 - 印度尼西亞 - 伊朗 - 约旦 - 日本 | - 科威特 - 黎巴嫩 - 澳門 - 马来西亚 - 馬爾地夫 - 蒙古国 - 緬甸 - 尼泊尔 - 阿曼 - 巴基斯坦 - 巴勒斯坦 - 菲律賓 | - 新加坡 - 斯里蘭卡 - 叙利亚 - 中華臺北 - 阿联酋 - 越南 - 葉門 - 泰國（东道主） |

## 比赛项目
本届亚运会的比赛项目有：田径、游泳、足球、篮球、撞球及士碌架、举重、摔跤、拳击、射击、排球、曲棍球、自行车、羽毛球、网球、体操、乒乓球、射箭、帆船帆板、手球、高尔夫、赛艇、击剑、柔道、卡巴迪、藤球、垒球、武術、皮划艇、棒球、保龄球、马术、空手道、软式网球、跆拳道、壁球、橄榄球（共36个）

## 奖牌榜
*   主办国家/地区（泰国）
| 排名                      | 国家 / 地区               | 金牌 | 銀牌 | 銅牌 | 总计 |
| ------------------------- | ------------------------- | ---- | ---- | ---- | ---- |
| 1                         | 中国（CHN）               | 129  | 78   | 67   | 274  |
| 2                         | 韩国（KOR）               | 65   | 46   | 53   | 164  |
| 3                         | 日本（JPN）               | 52   | 61   | 68   | 181  |
| 4                         | 泰国（THA）*              | 24   | 26   | 40   | 90   |
| 5                         | （KAZ）                   | 24   | 24   | 30   | 78   |
| 6                         | 中华台北（TPE）           | 19   | 17   | 41   | 77   |
| 7                         | 伊朗（IRI）               | 10   | 11   | 13   | 34   |
| 8                         | 朝鲜（PRK）               | 7    | 14   | 12   | 33   |
| 9                         | 印度（IND）               | 7    | 11   | 17   | 35   |
| 10                        | （UZB）                   | 6    | 22   | 12   | 40   |
| 11–33                     | 查看剩余部分              | 35   | 70   | 114  | 219  |
| 总计（共33个国家 / 地区） | 总计（共33个国家 / 地区） | 378  | 380  | 467  | 1225 |

## 外部連結
- 1998年亚洲运动会官方网站
- Sadec 1998年亚洲运动会网站